# Roggendorf (Mecklenburg)
Roggendorf ist eine Gemeinde im Südwesten des Landkreises Nordwestmecklenburg in Mecklenburg-Vorpommern (Deutschland). Sie wird vom Amt Gadebusch mit Sitz in der Stadt Gadebusch verwaltet.

## Geografie
Die Gemeinde Roggendorf liegt nahe der Landesgrenze zu Schleswig-Holstein im Biosphärenreservat Schaalsee zwischen den Städten Ratzeburg und Gadebusch. Westlich des Ortsteils Groß Thurow an der Grenze zu Schleswig-Holstein befindet sich der Goldensee.
Umgeben wird Roggendorf von den Nachbargemeinden Königsfeld im Norden, Holdorf im Nordosten, Gadebusch im Osten, Krembz im Süden, Kneese im Südwesten, Mustin im Westen sowie Dechow im Nordwesten.
Zu Roggendorf gehören die Ortsteile Breesen, Groß Thurow, Klein Salitz, Klein Thurow, Lützowhorst, Marienthal und Neu Thurow. Am 1. Januar 2004 wurden die ehemals Dechower Ortsteile Groß Thurow und Neu Thurow in die Gemeinde Roggendorf eingegliedert. Durch Korrekturen am Grenzverlauf zwischen der britischen und sowjetischen Besatzungszone (Barber-Ljaschtschenko-Abkommen im November 1945) kamen Groß- und Klein Thurow zusammen mit Dechow zu Mecklenburg.

## Geschichte

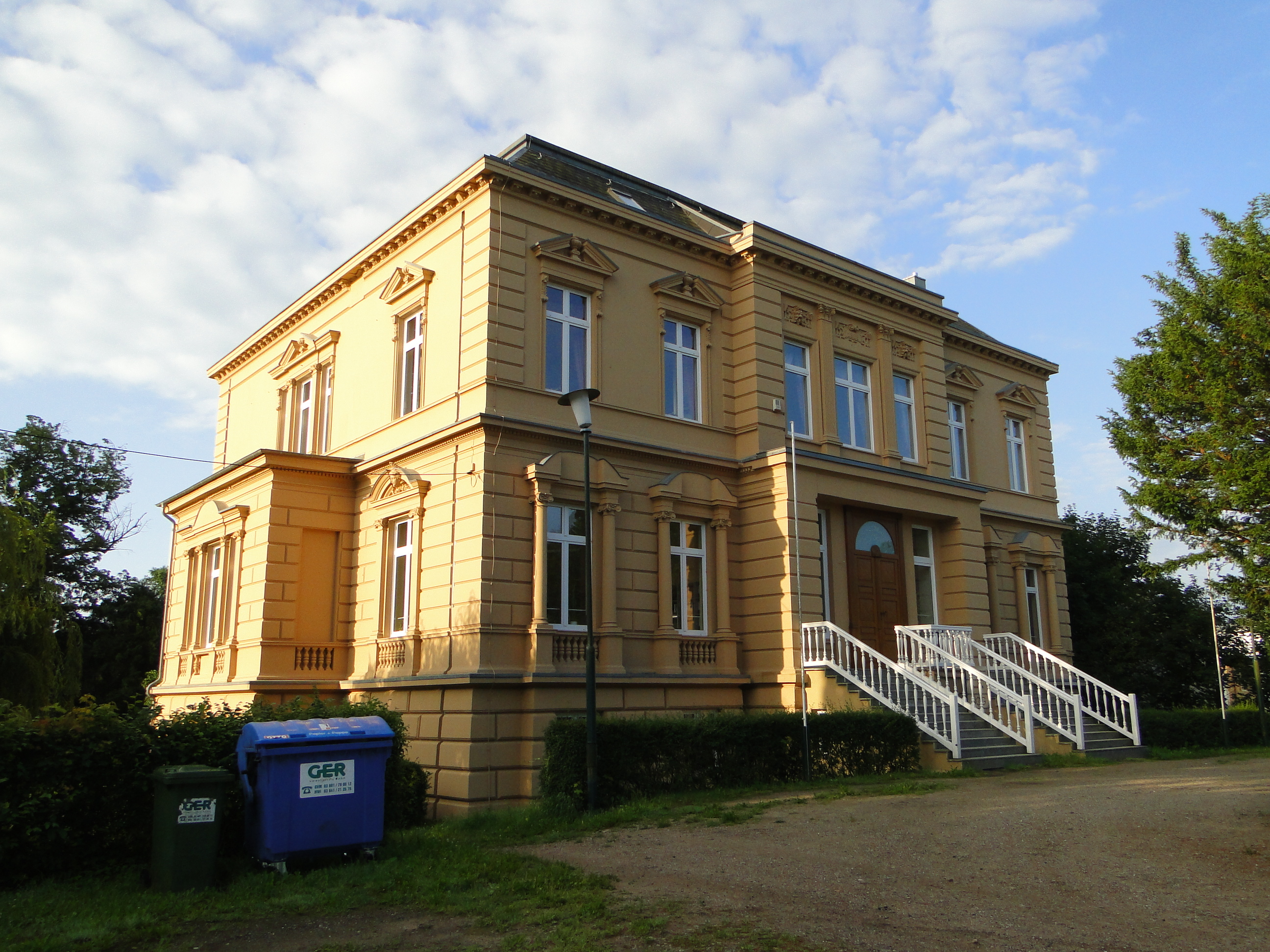
Herrenhaus Roggendorf

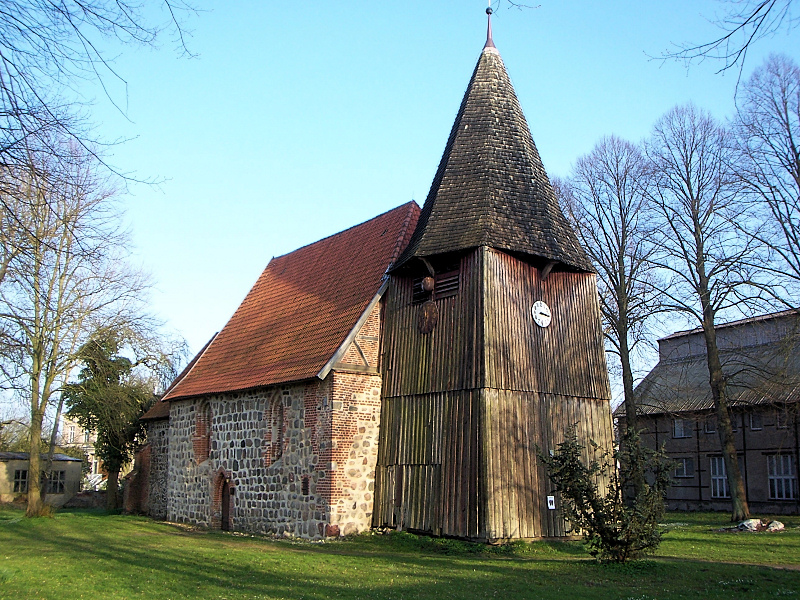
Dorfkirche Roggendorf

Roggendorf wird im Isfriedschen Teilungsvertrag von 1194 als Rotgentorp erstmals urkundlich erwähnt. Die Kirche ist im Ratzeburger Zehntregister von 1230 aufgeführt, welches die damals zum Bistum Ratzeburg gehörenden Ortschaften geordnet nach Kirchspielen auflistet. 1369 besiegte Herzog Albrecht II. von Mecklenburg bei Roggendorf den Herzog Magnus II. von Lüneburg. Das Gut Roggendorf mit dem Patronat an der Kirche stand vom Anfang des 15. Jahrhunderts bis 1694 im Eigentum der Familie von Lützow und wurde dann durch Asmus von Lützow seinem Schwager, dem Hofrat von Fabrice, für 9000 Taler verkauft. Die Familie von Fabrice blieb bis zum Verkauf des Gutes im Januar 1886 auf Roggendorf. Dann ging das Gut an Carl Hermann Theodor Haase, der das heutige Gutshaus vom Hamburger Architekten Martin Haller errichten ließ. Den Landschaftspark des Gutes ließ Carl von Haases Sohn und Erbe Curt von Haase 1908/1909 durch Leberecht Migge neu gestalten.
Am 1. Juli 1950 wurden die bis dahin eigenständigen Gemeinden Klein Salitz, Klein Thurow und Marienthal eingegliedert.

## Dienstsiegel
Die Gemeinde verfügt über kein amtlich genehmigtes Hoheitszeichen, weder Wappen noch Flagge. Als Dienstsiegel wird das kleine Landessiegel mit dem Wappenbild des Landesteils Mecklenburg geführt. Es zeigt einen hersehenden Stierkopf mit abgerissenem Halsfell und Krone und der Umschrift „GEMEINDE ROGGENDORF • LANDKREIS NORDWESTMECKLENBURG“.

## Sehenswürdigkeiten
- Dorfkirche Roggendorf: Romanische Feldsteinkirche aus dem späten 13. Jahrhundert mit verbrettertem Holzturm vom Ende des 17. Jahrhunderts.
- Bauernmuseum in Breesen
- Neobarockes Herrenhaus Roggendorf von 1888 nach Plänen von Martin Haller mit Park

## Wirtschaft und Infrastruktur
Zu den ansässigen Unternehmen gehören eine Firma, die Spezialanhänger und Fahrzeugaufbauten herstellt, ein Agrarbetrieb, sowie einige Handwerksbetriebe. Bemerkenswert ist, dass es mehr Ein- als Auspendler im Ort gibt – eine Seltenheit im ländlichen Mecklenburg.
In den Mooren um Breesen und Lützowhorst wurde und wird zum Teil bis heute Torfabbau betrieben.

## Sport
Die SG Roggendorf spielte in der Saison 2013/14 in der Fußball-Verbandsliga Mecklenburg-Vorpommern und schloss die Saison mit nur einem Unentschieden und 22:159 Toren als schlechteste Mannschaft in der Geschichte der Verbandsliga ab. In der Vorsaison war man auf Grund des Verzichts der besserplatzierten Mannschaften als Fünftplatzierter aus der Landesliga aufgestiegen.

## Verkehrsanbindung
Die Bundesstraße 208 von Gadebusch ins lauenburgische Ratzeburg führt durch die Gemeinde Roggendorf. An der Strecke Schwerin–Rehna befindet sich der sieben Kilometer entfernte Bahnhof Gadebusch.

## Persönlichkeiten
- Ernst Philipp Berckemeyer (1808–1879), Gutsherr auf Groß Thurow und lauenburgischer Landrat